# Monophyllus redmani
Monophyllus redmani (Leach, 1821) è un pipistrello della famiglia dei Fillostomidi diffuso nei Caraibi.

## Descrizione

### Dimensioni
Pipistrello di piccole dimensioni, con la lunghezza totale tra 58 e 67 mm, la lunghezza dell'avambraccio tra 36 e 38 mm, la lunghezza della coda tra 8 e 10 mm, la lunghezza del piede tra 10 e 12 mm, la lunghezza delle orecchie tra 11 e 14 mm e un peso fino a 10 g.

### Aspetto
La pelliccia è corta. Le parti dorsali sono bruno-grigiastre o grigie, mentre le parti ventrali hanno la punta dei peli argentata o color crema. Il muso è lungo e sottile con una foglia nasale piccola e lanceolata. La lingua è molto lunga, sottile, estensibile e con delle papille filiformi all'estremità. Le orecchie sono piccole, triangolari e ben separate tra loro. Il trago è piccolo ed appuntito. Le ali sono attaccate posteriormente lungo le anche. I piedi sono piccoli. La coda è corta, mentre l'uropatagio è ridotto ad una sottile membrana lungo le parti interne degli arti inferiori e con il margine libero a forma di V. Il calcar è corto. Il cariotipo è 2n=32 FNa=60.

## Biologia

### Comportamento
Si rifugia in colonie di diverse centinaia di migliaia di individui all'interno di grotte calde ed umide a temperature di circa 33 °C. È attivo da mezz'ora ad un'ora dopo il tramonto fino a mezz'ora prima dell'alba.

### Alimentazione
Si nutre principalmente di polline e in misura minore di insetti.

### Riproduzione
Femmine gravide con un embrione sono state osservate da gennaio a giugno e da settembre a ottobre.

## Distribuzione e habitat
Questa specie è diffusa nelle Grandi Antille, nelle Bahamas e nelle isole Turks e Caicos.
Vive in diversi tipi di foreste e in boschi semi-aridi.

## Tassonomia
Sono state riconosciute 3 sottospecie:
- M.r.redmani: Giamaica;
- M.r.clinedaphus (Miller, 1900): Cuba, Isola della Gioventù, Hispaniola, isole Crooked e Acklins nelle Bahamas meridionali; isole di North Caicos e Middle Caicos nelle Turks e Caicos;
- M.r.portoricensis (Miller, 1900): Porto Rico.

## Conservazione
La IUCN Red List, considerato che questa specie è abbondante all'interno del suo areale ristretto, la popolazione è presumibilmente numerosa e presente in diverse aree protette, classifica M.redmani come specie a rischio minimo (Least Concern)).